# Kosovo del Nord
Kosovo del Nord (serbi: Северно Косово, albanès: Kosova Veriore) és el nom no oficial de la regió al nord de Kosovo, poblada principalment pels serbis, mentre que a l'altra part de Kosovo viu una majoria absoluta (més d'un 90 %) d'albanesos. La regió és anomenada també com a Ibarski Kolašin (serbi: Ибарски Колашин, albanès: Kollashini i Ibrit), que s'utilitzava inclús abans dels conflicte a la regió.
Segons el punt de vista de Sèrbia la província autònoma de Kosovo i Metòkhia forma part de Sèrbia, però al mateix temps està sota el protectorat de l'ONU. Al mateix temps les autoritats de la reconeguda parcialment República de Kosovo consideren Kosovo del Nord com a seu territori, afirmant la integritat territorial del seu estat.